# FK Uthörn
Le FK Uthörn est un navire océanographique allemand (FK, en allemand : Forschungskutter) est exploité par l'Institut Alfred Wegener pour la recherche polaire et marine de Bremerhaven et l'armateur est le Ministère fédéral de l'Éducation et de la Recherche (Allemagne). Le gestionnaire nautique est la F. Laeisz (en)

## Historique
Le navire a été construit sur le chantier naval Schiffswerft Schlömer à Moormerland. La pose de la quille a eu lieu le 1er juillet 1981, le lancement le 5 avril 1982 et la mise en service a eu lieu en août 1982.
Le navire est propulsé par deux moteurs diesel douze cylindres à quatre temps du fabricant Motoren-Werke Mannheim d'une puissance de 231 kW, chacun agissant sur une hélice à pas variable. Le navire atteint une vitesse de 10 nœuds.
Le navire est équipé de deux laboratoires (sec et humide). Il est utilisé pour des missions de recherche dans la baie allemande, mais également pour alimenter l'institut de biologie de l'AWI à Heligoland. Pour les voyages de recherche, il est possible d'embarquer jusqu'à 25 personnes.
Le cotre porte le nom de l'île Uthörn (en) en mer du Nord.

### Note et référence
1. ↑  Uthörn - Site F. Laeisz

- (de) Cet article est partiellement ou en totalité issu de l’article de Wikipédia en allemand intitulé « Uthörn (Schiff) » (voir la liste des auteurs).